# 3225 Hoag
3225 Hoag eller 1982 QQ är en asteroid i huvudbältet som upptäcktes den 20 augusti 1982 av det amerikanska astronom paret Eugene M. och Carolyn S. Shoemaker vid Palomar-observatoriet. Den är uppkallad efter den amerikanska astronomen Arthur Hoag.
Asteroiden har en diameter på ungefär 6 kilometer och den tillhör asteroidgruppen Hungaria.